# Open GDF SUEZ Nantes Atlantique 2011
L'Open GDF SUEZ Nantes Atlantique 2011 è stato un torneo professionistico di tennis femminile giocato sul cemento. È stata la 9ª edizione del torneo, che fa parte dell'ITF Women's Circuit nell'ambito dell'ITF Women's Circuit 2011. Si è giocato a Nantes in Francia dal 31 ottobre al 6 novembre 2011.

## Partecipanti

### Teste di serie
- Ranking al 24 ottobre 2011.

### Altre partecipanti
Giocatrici che hanno ricevuto una wild card:
- Julie Coin
- Anaïs Laurendon
- Chloé Paquet
- Alice Tisset

Giocatrici che sono passate dalle qualificazioni:
- Séverine Beltrame
- Michaela Hončová
- Darija Jurak
- Magda Linette

## Campionesse

### Singolare
Alison Riske ha battuto in finale  Iryna Brémond con il punteggio di 6–1, 6–4

### Doppio
Stéphanie Foretz Gacon /  Kristina Mladenovic hanno battuto in finale  Julie Coin /  Eva Hrdinová con il punteggio di 6–0, 6–4